# 丹佛 (阿肯色州)
丹佛（英語：Denver）是位於美國阿肯色州卡羅爾縣的一個非建制地區。該地的面積和人口皆未知。

## 地理
丹佛的座標為36°23′33″N 93°18′54″W / 36.39250°N 93.31500°W，而該地的平均海拔高度為米（即英尺）。